# Amphisbaena uroxena
Amphisbaena uroxena là một loài bò sát trong họ Amphisbaenidae. Loài này được Mott, Rodrigues, De Freitas & Silva mô tả khoa học đầu tiên năm 2008.